# Jay R. Ferguson

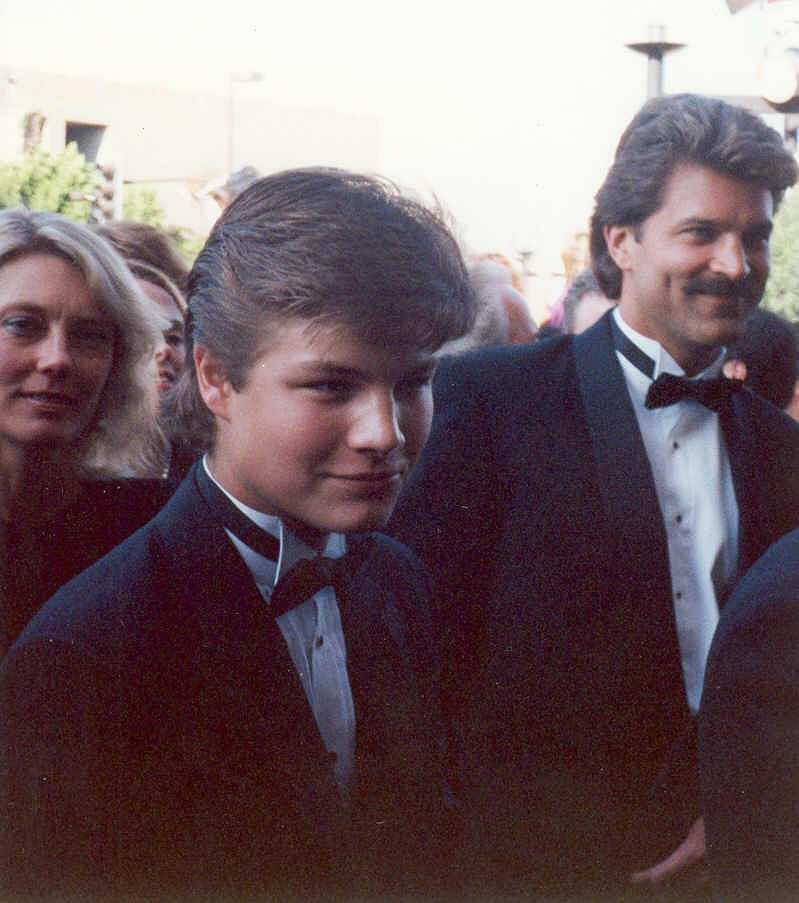
Jay R. Ferguson (links) und Dan Dillon (1990)

Jay R. Ferguson (* 25. Juli 1974 in Dallas, Texas) ist ein US-amerikanischer Schauspieler.

## Leben
Ferguson trat in der Fernsehserie CSL – Crime Scene Lake Glory als Sheriff Rudy Dunlop auf. Er spielte eine der Hauptrollen als Rich Connelly in der US-Serie Surface – Unheimliche Tiefe, hatte außerdem Gastauftritte als Dr. Todd Hooper in der Serie Für alle Fälle Amy und eine Gastrolle in der Serie Medium – Nichts bleibt verborgen.
Ferguson war in den Jahren 1991, 1992 und 1993 für seine Rolle als Taylor Newton in der Serie Daddy schafft uns alle für einen Young Artist Award nominiert.

## Filmografie (Auswahl)
- 1990: The Outsiders (Fernsehserie)
- 1990–1994: Daddy schafft uns alle (Evening Shade, Fernsehserie)
- 1995: Higher Learning – Die Rebellen (Higher Learning)
- 1995: Überleben in L.A. – Zahl für meinen Körper (The Price of Love)
- 1997: Campfire Tales
- 1998: My Dog Vincent
- 1998: Cool Girl (Girl)
- 2000: Die eiskalte Clique (The In Crowd)
- 2001: Hollywood Palms
- 2002: Glory Days
- 2005: Surface – Unheimliche Tiefe (Surface, Fernsehserie)
- 2005: Medium – Nichts bleibt verborgen (Medium, Fernsehserie, Episode 1x08)
- 2006: Sleeper Cell (Fernsehserie, 6 Episoden)
- 2008–2009: Easy Money (Fernsehserie, 8 Episoden)
- 2009: Lie to Me (Fernsehserie, eine Episode)
- 2010: Castle (Fernsehserie, Episode 2x13 Unverhofft)
- 2010: The Killer Inside Me
- 2010–2015: Mad Men (Fernsehserie, 39 Episoden)
- 2012: The Lucky One – Für immer der Deine (The Lucky One)
- 2014: The Makings of You
- 2016–2017: The Real O’Neals (Fernsehserie)
- 2017: Twin Peaks (Fernsehserie)
- 2018: The Romanoffs (The Romanoffs) (Fernsehserie, eine Episode)
- 2018–2025: Die Conners (Fernsehserie, 97 Episoden)